# Электрический стул

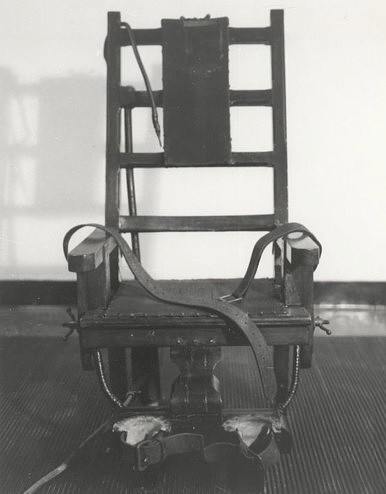
Электрический стул тюрьмы Синг-Синг

Электри́ческий стул (англ. electric chair) — приспособление, предназначенное для смертной казни с помощью переменного электрического тока высокого напряжения, пропускаемого через тело смертника. Был изобретён в 1881 году американским инженером Альфредом Саутвиком.

## История применения
Электрический стул был впервые использован в США 6 августа 1890 года в Обернской тюрьме штата Нью-Йорк. Уильям Кеммлер, убийца, стал первым человеком, казнённым таким образом. Через одиннадцать лет в этой же тюрьме на электрическом стуле был казнён Леон Чолгош — убийца президента Мак-Кинли. На протяжении XX века его применяли в 26 штатах, однако в последние десятилетия он активно вытеснялся другими формами казни (например, смертельной инъекцией) и в настоящее время используется достаточно редко. С 1926 года по 1976 год применялся также на Филиппинах.
На 2023 год может быть применён в пяти штатах — в Алабаме, Флориде, Южной Каролине, Кентукки и Теннесси по выбору осуждённого наряду со смертельной инъекцией, причём в Кентукки, Теннесси и Флориде право выбрать использование электрического стула имеют лишь совершившие преступление ранее определённой даты (в Кентукки — 1 апреля 1998 года, в Теннесси — 1 января 1999 года, во Флориде — 1 января 2000 года). В Теннесси электрический стул также может быть применён в том случае, если не будут найдены компоненты для смертельной инъекции.
Во Флориде электрический стул применяется по просьбе осуждённого, в течение 30 дней после утверждения смертного приговора Верховным cудом Флориды, по умолчанию применяется смертельная инъекция.
В Небраске электрический стул использовался как единственный способ казни, однако 8 февраля 2008 года Верховный суд Небраски постановил, что он является «жестоким и необычным наказанием», запрещённым конституцией. В Арканзасе и Оклахоме может применяться лишь в строго оговорённых случаях, например, если все прочие методы казни будут признаны неконституционными на момент исполнения смертного приговора.
В течение 2001, 2005, 2011, 2012, 2014—2017 и 2021—2023 годов этот способ казни не был использован ни разу, в 2018 и 2019 годах — по два раза, во всех остальных годах XXI века — по одному разу. В Арканзасе электрический стул был применён в последний раз в 1990 году, в Луизиане — в 1991 году, в Индиане — в 1994 году, Кентукки и Небраске — в 1997 году, в Джорджии — в 1998 году (дальнейшее использование было запрещено Верховным судом Джорджии в 2001 году), во Флориде — в 1999 году, в Алабаме — в 2002 году, в Южной Каролине — в 2008 году, в Вирджинии — в 2013 году (в 2021 году смертная казнь была отменена). В последние годы применяется только в Теннесси.
Последний известный случай использования электрического стула зафиксирован 20 февраля 2020 года, когда в штате Теннесси был казнён Николас Тодд Саттон — заключённый, который в 1985 году убил другого заключённого из-за неудачной сделки с наркотиками.

## Устройство и принцип действия
Электрический стул представляет собой кресло из диэлектрического материала с подлокотниками и высокой спинкой, оборудованное ремнями для жёсткой фиксации приговорённого. Руки крепятся на подлокотниках, ноги — в специальных зажимах ножек кресла. Также к стулу прилагается специальный шлем. Электрические контакты подведены к местам крепления лодыжек и к шлему. В состав технического обеспечения входит повышающий трансформатор. Во время исполнения казни на контакты подаётся переменный ток с напряжением порядка 2700 вольт, система ограничения тока поддерживает ток через тело осуждённого силой порядка 5 ампер. Ток и напряжение ограничены, чтобы осуждённый не загорелся во время казни.
Система управления электропитанием стула имеет защиту от включения, которая должна быть отключена непосредственно перед казнью ответственным лицом с помощью специального ключа. По одной из версий, стул может иметь один или несколько управляющих выключателей, нажатием на которые включается ток. В таком случае они включаются одновременно разными палачами, причём в действительности ток включает только один из них. Такой порядок используется для того, чтобы никто, включая самих палачей, не мог знать, кто в действительности осуществил казнь.
Принцип умерщвления с помощью электрического стула подразумевает поражение головного мозга электрическим током с вызовом как можно более быстрой смерти, поэтому основной электрический контакт расположен в шлеме. Человеческий череп имеет высокое сопротивление, предохраняя головной мозг от воздействия электричества, поэтому перед казнью палачи выбривают жертве волосы на макушке и пропитывают губку солевым раствором. Через череп проходит ток только высокого напряжения, потому при казни применяется такой ток. Тепло, генерируемое при этом прохождении, вызывает коагуляцию крови в подлежащих дуральных синусах и коагуляционный некроз мозга. Хотя первоначально предполагалось, что смерть наступает в результате повреждения головного мозга, в 1899 году было доказано, что она в первую очередь возникает в результате фибрилляции желудочков.

## Порядок проведения казни

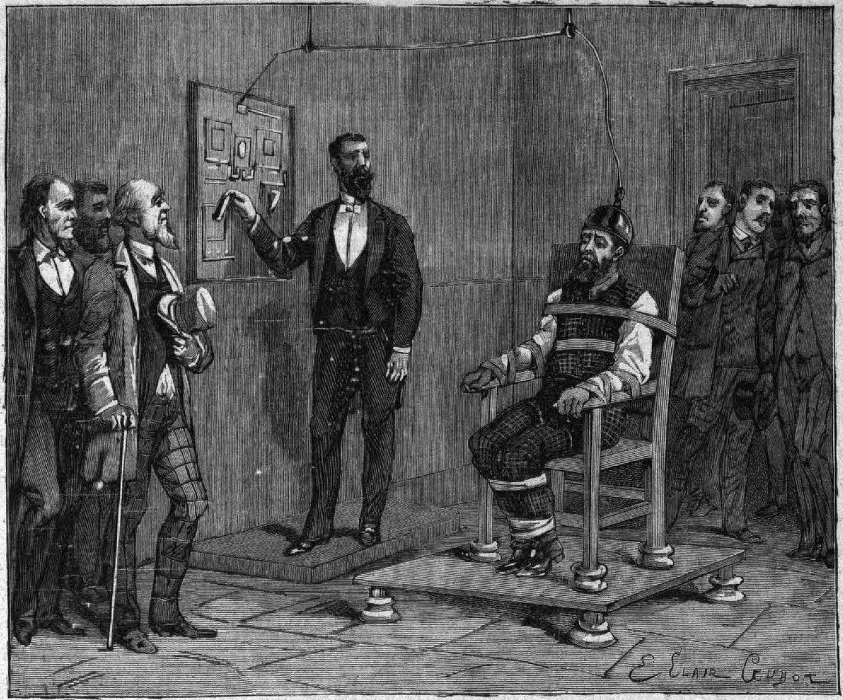
Казнь Уильяма Кеммлера, 6 августа 1890 года

Приговорённого усаживают на электрический стул и привязывают к нему: руки крепят к подлокотникам, а ноги — к креплениям ножных контактов. Туловище фиксируется дополнительными ремнями. Перед тем, как класть шлем, на голову смертнику надевают капюшон либо заклеивают глаза. Шлем надевается на голову осуждённого, на которой перед казнью выбривают волосы на макушке. В шлем вкладывается губка, пропитанная солевым раствором, чтобы обеспечить минимальное электрическое сопротивление контакта в шлеме с головой и таким образом ускорить смерть и облегчить физические страдания осуждённого. Если вложить сухую губку, то казнимый может загореться во время казни. Подобный момент описан в книге и показан в фильме «Зелёная миля» во время казни Делакруа.
После отключения системы защиты палач включает ток. Напряжение включается дважды, на одну минуту, с перерывом в 10 секунд (в разных конструкциях количество включений и интервалы времени могут различаться). После отключения питания врач должен удостовериться в том, что осуждённый мёртв. В некоторых штатах США и государствах в случае ненаступления смерти экзекуция может продолжаться. Так, смерть Уильяма Вэндивера наступила только после пятого разряда тока.

## История
Создание электрического стула связывается с именем Томаса Эдисона. В 1880-х годах в США Эдисон, организовавший первую систему электроснабжения на постоянном токе, активно конкурировал с новыми системами электроснабжения на базе переменного тока, что получило название войны токов. Эдисон убеждал потребителей в недостатках системы конкурентов, пропагандировал опасность таких систем, производя, в том числе, публичные опыты по умерщвлению животных переменным током.
Эти события совпали с начавшимся в стране обсуждением вопроса о выборе более гуманного способа смертной казни (до 80-х годов XIX века в США применялось, главным образом, повешение). То и дело в прессу просачивались ужасающие сцены слишком долгой и мучительной казни: даже самый опытный палач иногда не мог предусмотреть нюансы, и смерть наступала не от перелома позвонков, как это полагалось, а от удушения, что более болезненно.
Всё более широкое использование электричества, естественно, сопровождалось периодическими несчастными случаями, в результате которых погибали люди. В 1881 году в Буффало (штат Нью-Йорк), зубной врач Альфред Саутвик случайно стал свидетелем гибели пожилого пьяницы, прикоснувшегося к контактам электрического генератора. Поражённый тем, как быстро и внешне безболезненно наступила смерть, Саутвик обратился к другу, сенатору Дэвиду Макмиллану, с предложением заменить верёвку на провода. Тот попросил законодательное собрание штата Нью-Йорк рассмотреть перспективы использования электричества при смертной казни, чтобы отказаться от повешения. В 1886 году была создана комиссия для исследования вопроса «о наиболее гуманном и заслуживающем одобрения способе приведения в исполнение смертных приговоров». На этом этапе в историю электрического стула включился знаменитый Томас Эдисон, да так цепко, что этот стул, по аналогии с гильотиной, можно бы назвать «эдисонина» (хотя тюремное население Америки зовёт его «жёлтая мама» или «старая коптильня»). Изобретатель устроил в Уэст-Ориндже (штат Нью-Джерси) показательный опыт: к нескольким кошкам и собакам подвели напряжение 1000 В переменного тока. В 1888 году в штате Нью-Йорк законодательным собранием был принят закон, установивший казнь с помощью электричества как принятый в штате способ приведения в исполнение смертных приговоров.
Во второй половине 1888 года изобретатель Гарольд Браун и сотрудник Колумбийского университета Фред Питерсон провели в лабораториях Эдисона исследования по использованию электричества для смертной казни. В течение нескольких месяцев было убито током более двух десятков собак, по результатам экспериментов 12 декабря 1888 года группа представила Судебно-медицинскому обществу штата Нью-Йорк доклад, в котором рекомендовала электрический стул в качестве орудия казни (рассматривались и другие варианты, в том числе бак с водой и стол с резиновым покрытием).
1 января 1889 года в штате Нью-Йорк вступил в силу «Закон об электрической казни». По другим данным, «2 марта 1889 года были безболезненно умерщвлены при первом электрическом эксперименте несколько собак, четыре телёнка и лошадь».
Противником электрического стула стал Джордж Вестингауз, главный конкурент Эдисона, ранее разработавший систему снабжения потребителей электричеством на переменном токе. После введения в действие закона о казни на электрическом стуле Вестингауз отказался поставлять генераторы переменного тока тюрьмам, вследствие чего Эдисону и Брауну пришлось покупать генераторы окольными путями.
Первыми осуждёнными к казни на электрическом стуле стали Уильям Кеммлер и Джозеф Шапло (первый — за убийство любовницы, второй — соседа). Шапло был помилован и получил пожизненное заключение. Вестингауз пытался спасти и Кеммлера, для чего нанял адвокатов, требовавших обжалования приговора на основании того, что казнь на электрическом стуле попадает под определение «жестокого и необычного наказания», запрещённого восьмой поправкой к конституции США, однако апелляции были отклонены.
В 1890 году Эдвин Дэвис, работавший электриком в тюрьме города Оберн, разработал первую действующую модель электрического стула. 6 августа 1890 года Уильям Кеммлер был первым в мире казнённым на электрическом стуле в Обернской тюрьме. Хотя один из репортёров и заявил: «Ему совсем не было больно!», в действительности казнь прошла не вполне гладко: после первого включения тока Кеммлер был ещё жив, ток пришлось включать вторично. Джордж Вестингауз прокомментировал казнь словами: «Топором бы у них получилось лучше» (Кеммлер убил любовницу топором).
В 1896 году электрический стул был введён в Огайо, в 1898 — в Массачусетсе, в 1906 — в Нью-Джерси, в 1908 — в Вирджинии, в 1910 — в Северной Каролине. За следующий десяток лет он был узаконен ещё более чем в десяти штатах и стал самым распространённым в Америке орудием казни. Всего за более чем сто лет применения на электрическом стуле было казнено более 4300 человек.
Задуманный как средство дискредитации систем электроснабжения на переменном токе, электрический стул как раз этой функции выполнить не смог. Несмотря на его появление, применение переменного тока расширялось. Позднее Эдисон был вынужден признать, что недооценил преимущества переменного тока. В 1912 году Вестингауз был удостоен Эдисоновской медали за достижения в развитии этой технологии.
После того, как в 1976 году в США был отменён введённый в 1967 году мораторий на смертную казнь, большинство штатов, ранее практиковавших казнь на электрическом стуле, перешло к использованию смертельных инъекций. Основной мотивировкой этого решения было то, что электрический стул слишком дорог в эксплуатации. Кроме того, многие считают казнь на электрическом стуле жестоким и необычным наказанием. К настоящему времени электрический стул может использоваться в 8 штатах. В некоторых штатах приговорённый имеет право сам выбрать метод казни (помимо инъекции и электрического стула практикуется расстрел, повешение и газовая камера).

## За пределами США
Серийный убийца Александр Комин из Вятских Полян использовал самодельный электрический стул для убийства одной из своих жертв.